# 清水河 (乌江支流)
清水河，位于中国贵州省中部，是乌江右岸支流，干流全长219千米，总落差800米，流域面积6611平方千米。

## 干流概况
上游称南明河，发源于贵州省安顺市平坝县马场镇的白泥田，河源为岩溶泉水汇集而成，向北经两处伏流河段进入平坝县与贵阳市花溪区交界处的松柏山水库，出库后东北流经花溪水库、贵阳市区，沿龙里县和贵阳市乌当区和开阳县边界东北流，右纳独木河后转北流，至开阳县米坪乡清水口汇入乌江。

## 流域概况
清水河流域地跨贵州省16个县（市、区），面积6611平方千米。流域地处黔中丘原地带，高原面上丘陵广布，岩溶发育。地下水系发达，多有泉水出露。流域属于亚热带湿润季风气候，年均气温14.1℃，年无霜期260～285天，年均降水量1000～1200毫米，年均水面蒸发量842.3毫米。流域年均水资源总量36.9亿立方米，全流域水力资源理论蕴藏量48.12万千瓦，其中干流32.75万千瓦。